# Госциново (Любуське воєводство)
Госциново (пол. Gościnowo) — село в Польщі, у гміні Сквежина Мендзижецького повіту Любуського воєводства.
Населення — 142 особи (2011).
У 1975-1998 роках село належало до Гожовського воєводства.

## Демографія
Демографічна структура станом на 31 березня 2011 року:
|          | Загалом | Допрацездатний вік | Працездатний вік | Постпрацездатний вік |
| -------- | ------- | ------------------ | ---------------- | -------------------- |
| Чоловіки | 67      | 11                 | 50               | 6                    |
| Жінки    | 75      | 13                 | 47               | 15                   |
| Разом    | 142     | 24                 | 97               | 21                   |